# Майндль, Ойген
Ойген Майндль (нем. Eugen Meindl; 16 июля 1892 — 24 января 1951) — немецкий офицер, участник Первой и Второй мировых войн, генерал парашютных войск, кавалер Рыцарского креста с Дубовыми листьями и Мечами.

## Начало военной карьеры
В июле 1912 года поступил на военную службу фанен-юнкером (кандидат в офицеры), в артиллерийский полк. С февраля 1914 года — лейтенант.

## Первая мировая война
Воевал в артиллерии. С апреля 1917 года — старший лейтенант. Награждён Железными крестами обеих степеней и ещё тремя орденами.

## Между мировыми войнами
Продолжил службу в рейхсвере, в артиллерии. К началу Второй мировой войны — командир горно-артиллерийского полка, полковник.

## Вторая мировая война
Участвовал в Польской и Норвежской кампаниях.
С августа 1940 года переведён в воздушно-десантные войска, командир 1-го парашютного штурмового полка. В мае 1941 года участвовал в воздушном десанте на остров Крит. Награждён Рыцарским крестом.
С февраля 1942 года на Восточном фронте, командир дивизии «Майндль» (позже переименована в 21-ю полевую дивизию люфтваффе), генерал-майор. Бои в районе Старой Руссы, Демянска, Холма. В августе 1942 года награждён Золотым немецким крестом.
С октября 1942 года — командующий 1-м полевым корпусом. С февраля 1943 года — генерал-лейтенант.
В июле-октябре 1943 года — инспектор полевых войск люфтваффе.
С ноября 1943 года — командующий 2-м парашютным корпусом (в Нормандии). С апреля 1944 года — в звании генерал парашютных войск. За бои в Нормандии награждён в августе 1944 Дубовыми листьями к Рыцарскому кресту.
В конце 1944 — начале 1945 года бои в Нидерландах, на Нижнем Рейне. 8 мая 1945 года генерал парашютных войск Майндль награждён Мечами (№ 155) к Рыцарскому кресту с Дубовыми листьями.
25 мая 1945 года взят в британский плен. Освобождён в сентябре 1947 года.

## Награды
- Железный крест 2-го класса (18 июля 1915) (Королевство Пруссия)
- Железный крест 1-го класса (17 января 1916)
- Орден Альбрехта рыцарский крест 2-го класса с мечами (Королевство Саксония)
- Орден Церингенского льва рыцарский крест 2-го класса с мечами (Великое герцогство Баден)
- Крест «За военные заслуги» 3-го класса с воинским отличием (Австро-Венгрия)
- Железный полумесяц (Османская империя)
- Почётный крест Первой мировой войны 1914/1918 с мечами (1934)
- Пряжка к Железному кресту 2-го класса (22 октября 1939)
- Пряжка к Железному кресту 1-го класса (10 июня 1940)
- Щит «Нарвик» (10 ноября 1940)
- Нагрудный знак «За ранение» в чёрном (25 октября 1941)
- Немецкий крест в золоте (27 июля 1942)
- Медаль «За зимнюю кампанию на Востоке 1941/42» (9 августа 1942)
- Рыцарский крест Железного креста с мечами и дубовыми листьями
  - рыцарский крест (14 июня 1941)
  - дубовые листья (№ 564) (31 августа 1944)
  - мечи (8 мая 1945)
- Нарукавная лента «Крит»